# Willum Þór Willumsson
Willum Þór Willumsson (Reykjavík, 23 oktober 1998) is een IJslands voetballer die doorgaans speelt als middenvelder of vleugelspeler. In juli 2024 verruilde hij Go Ahead Eagles voor Birmingham City. Willumsson maakte in 2019 zijn debuut in het IJslands voetbalelftal.

## Clubcarrière
Willumsson begon met voetballen bij Breiðablik. Bij deze club maakte hij zijn debuut op 1 oktober 2016, in een thuiswedstrijd tegen Fjölnir Reykjavík (0–3 verlies). Hier mocht hij een minuut voor tijd invallen. In 2018 maakte de middenvelder zijn eerste doelpunten, zes in de competitie. Hij kwam tot drieëndertig wedstrijden en zes goals in zijn periode in IJsland. Hierop werd hij in februari 2019 aangetrokken door BATE Barysaw, voor een bedrag van circa tweehonderdvijftigduizend euro. Met BATE won hij twee keer de beker en eenmaal de supercup. In februari 2022 verlengde de IJslander zijn contract tot het einde van het kalenderjaar. Ondanks deze verlenging verkaste Willumsson in de zomer toch. In vier jaar kwam Willum tot tachtig wedstrijden en veertien goals.
Go Ahead Eagles nam Willumsson in de zomer van 2022 over van BATE. Hij tekende een contract voor twee seizoenen tot de zomer van 2024. Hij maakte zijn debuut voor Go Ahead in de eerste speelronde tegen AZ, maar viel een kwartier voor het einde uit met een blessure. In zijn afwezigheid verloor Go Ahead alle vier de wedstrijden. Willumsson maakte zijn rentree op 9 september. Op 1 oktober maakte hij tegen regerend landskampioen Ajax (1–1) zijn eerste doelpunt voor de club. Hij sloot het seizoen 2022/23 af met acht doelpunten in zevenentwintig competitiewedstrijden. In augustus 2023 verlengde Willumsson zijn contract met twee jaar tot medio 2026. Aan het einde van het seizoen 2023/24 plaatste de IJslander zich met Go Ahead voor de UEFA Conference League, maar zelf besloot hij te vertrekken.
Voor een bedrag van circa vier miljoen euro verkaste Willumsson in juli 2024 naar Birmingham City, waar hij een contract tekende voor vier seizoenen. Dit bedrag betekende een record voor Go Ahead Eagles voor een uitgaande transfer. Hij kreeg direct een basisplaats bij zijn nieuwe club en wist met zijn teamgenoten kampioen te worden van de League One en zodoende te promoveren naar het Championship.

## Clubstatistieken
| Seizoen | Club            | Competitie       | Competitie | Competitie | Beker | Beker | Internationaal | Internationaal | Totaal | Totaal |
| Seizoen | Club            | Competitie       | Wed.       | Dlp.       | Wed.  | Dlp.  | Wed.           | Dlp.           | Wed.   | Dlp.   |
| ------- | --------------- | ---------------- | ---------- | ---------- | ----- | ----- | -------------- | -------------- | ------ | ------ |
| 2016    | Breiðablik      | Úrvalsdeild      | 1          | 0          | 0     | 0     | —              | —              | 1      | 0      |
| 2017    | Breiðablik      | Úrvalsdeild      | 8          | 0          | 0     | 0     | —              | —              | 8      | 0      |
| 2018    | Breiðablik      | Úrvalsdeild      | 19         | 6          | 4     | 0     | —              | —              | 23     | 6      |
| 2019    | BATE Barysaw    | Vysjejsjaja Liha | 19         | 1          | 3     | 2     | 3              | 0              | 25     | 3      |
| 2020    | BATE Barysaw    | Vysjejsjaja Liha | 18         | 3          | 6     | 1     | 1              | 0              | 25     | 4      |
| 2021    | BATE Barysaw    | Vysjejsjaja Liha | 9          | 1          | 5     | 1     | 0              | 0              | 14     | 2      |
| 2022    | BATE Barysaw    | Vysjejsjaja Liha | 10         | 4          | 6     | 1     | 0              | 0              | 16     | 5      |
| 2022/23 | Go Ahead Eagles | Eredivisie       | 27         | 8          | 2     | 0     | —              | —              | 29     | 8      |
| 2023/24 | Go Ahead Eagles | Eredivisie       | 31         | 7          | 2     | 0     | —              | —              | 33     | 7      |
| 2024/25 | Birmingham City | League One       | 41         | 6          | 7     | 1     | —              | —              | 48     | 7      |
| Totaal  | Totaal          | Totaal           | 183        | 36         | 36    | 6     | 3              | 0              | 222    | 42     |

Bijgewerkt op 30 juni 2025.

## Interlandcarrière
Willumsson maakte zijn debuut in het IJslands voetbalelftal op 15 januari 2019, toen met 0–0 gelijkgespeeld werd tegen Estland in een vriendschappelijke wedstrijd. Hij moest van bondscoach Erik Hamrén op de reservebank beginnen en hij viel vierentwintig minuten na rust in voor Jón Þorsteinsson. De andere IJslandse debutanten dit duel waren Davíð Kristján Ólafsson (ook Breiðablik) en Alex Þór Hauksson (Stjarnan).
| Interlands van Willum Þór Willumsson voor IJsland | Interlands van Willum Þór Willumsson voor IJsland | Interlands van Willum Þór Willumsson voor IJsland | Interlands van Willum Þór Willumsson voor IJsland | Interlands van Willum Þór Willumsson voor IJsland | Interlands van Willum Þór Willumsson voor IJsland | Interlands van Willum Þór Willumsson voor IJsland |
| №                                                 | Datum                                             | Wedstrijd                                         | Uitslag                                           | Competitie                                        | Goals                                             |                                                   |
| Als speler bij Breiðablik                         | Als speler bij Breiðablik                         | Als speler bij Breiðablik                         | Als speler bij Breiðablik                         | Als speler bij Breiðablik                         | Als speler bij Breiðablik                         | Als speler bij Breiðablik                         |
| ------------------------------------------------- | ------------------------------------------------- | ------------------------------------------------- | ------------------------------------------------- | ------------------------------------------------- | ------------------------------------------------- | ------------------------------------------------- |
| 1                                                 | 15 januari 2019                                   | Estland – IJsland                                 | 0 – 0                                             | Vriendschappelijk                                 |                                                   |                                                   |
| Als speler bij Go Ahead Eagles                    |                                                   |                                                   |                                                   |                                                   |                                                   |                                                   |
| 2                                                 | 17 juni 2023                                      | IJsland – Slowakije                               | 1 – 2                                             | EK 2024 kwalificatie                              |                                                   |                                                   |
| 3                                                 | 20 juni 2023                                      | IJsland – Portugal                                | 0 – 1                                             | EK 2024 kwalificatie                              |                                                   |                                                   |
| 4                                                 | 11 september 2023                                 | IJsland – Bosnië en Herzegovina                   | 1 – 0                                             | EK 2024 kwalificatie                              |                                                   |                                                   |
| 5                                                 | 13 oktober 2023                                   | IJsland – Luxemburg                               | 1 – 1                                             | EK 2024 kwalificatie                              |                                                   |                                                   |
| 6                                                 | 16 oktober 2023                                   | IJsland – Liechtenstein                           | 4 – 0                                             | EK 2024 kwalificatie                              |                                                   |                                                   |
| 7                                                 | 16 november 2023                                  | Slowakije – IJsland                               | 4 – 2                                             | EK 2024 kwalificatie                              |                                                   |                                                   |
| 8                                                 | 19 november 2023                                  | Portugal – IJsland                                | 2 – 0                                             | EK 2024 kwalificatie                              |                                                   |                                                   |
| 9                                                 | 21 maart 2024                                     | Israël – IJsland                                  | 1 – 4                                             | EK 2024 kwalificatie                              |                                                   |                                                   |
| Als speler bij Birmingham City                    |                                                   |                                                   |                                                   |                                                   |                                                   |                                                   |
| 10                                                | 6 september 2024                                  | IJsland – Montenegro                              | 2 – 0                                             | Nations League 2024/25                            |                                                   |                                                   |
| 11                                                | 9 september 2024                                  | Turkije – IJsland                                 | 3 – 1                                             | Nations League 2024/25                            |                                                   |                                                   |
| 12                                                | 11 oktober 2024                                   | IJsland – Wales                                   | 2 – 2                                             | Nations League 2024/25                            |                                                   |                                                   |
| 13                                                | 14 oktober 2024                                   | IJsland – Turkije                                 | 2 – 4                                             | Nations League 2024/25                            |                                                   |                                                   |
| 14                                                | 16 november 2024                                  | Montenegro – IJsland                              | 0 – 2                                             | Nations League 2024/25                            |                                                   |                                                   |
| 15                                                | 19 november 2024                                  | Wales – IJsland                                   | 4 – 1                                             | Nations League 2024/25                            |                                                   |                                                   |
| 16                                                | 23 maart 2025                                     | IJsland – Kosovo                                  | 1 – 3                                             | Nations League 2024/25                            |                                                   |                                                   |
| 17                                                | 6 juni 2025                                       | Schotland – IJsland                               | 1 – 3                                             | Vriendschappelijk                                 |                                                   |                                                   |
| 18                                                | 10 juni 2025                                      | Noord-Ierland – IJsland                           | 1 – 0                                             | Vriendschappelijk                                 |                                                   |                                                   |

Bijgewerkt op 30 juni 2025.

## Erelijst
| Competitie             |              |                  |              |              |
| Competitie             | Aantal       | Jaren            |              |              |
| BATE Barysaw           | BATE Barysaw | BATE Barysaw     | BATE Barysaw | BATE Barysaw |
| ---------------------- | ------------ | ---------------- | ------------ | ------------ |
| Koebak Belaroesi       | 2            | 2019/20, 2020/21 |              |              |
| Soeperkoebak Belaroesi | 1            | 2022             |              |              |
| Birmingham City        |              |                  |              |              |
| League One             | 1            | 2024/25          |              |              |